# Les Halles (Rodano)
Les Halles è un comune francese di 463 abitanti situato nel dipartimento del Rodano della regione Alvernia-Rodano-Alpi.

## Società

### Evoluzione demografica
Abitanti censiti